# JSFU
Aardvark JSFU (сокр. от Joint Service Flail Unit; в русскоязычных источниках машина известна как «Аадварк») — современный британский бронированный самоходный бойковый минный трал с полугусеничным движителем. Предназначен для произведения разминирования больших площадей после завершения боевых действий.
В настоящий момент машина производится компанией Aardvark Clear Mine Limited и состоит на вооружении армий Великобритании и ряда других государств.

## Модификации
- Aardvark Joint Services Flail Unit MkIII — базовая состоящая на вооружении модель.
- Aardvark Joint Services Flail Unit Mk4 — модификация JSFU MkIII, оснащенная более мощным двигателем и имеющая значительное количество других доработок[1].

## Описание конструкции
JSFU представляет собой бронированный полугусеничный трактор повышенной проходимости с моторно-трансмиссионным отделением и находящимся за ним съёмным рабочим органом в задней части корпуса, а также отделением управления в передней части, вынесенным за переднюю ось, на максимальное расстояние от трала. Во время траления машина движется задним ходом.

### Броневой корпус и рубка
Броневой корпус машины прикрывает её полностью и состоит из броневых листов толщиной в 10 мм. Окна кабины защищены 56-мм триплексами, днище кабины имеет двухслойное бронирование с V-образным профилем нижнего слоя.

### Вооружение
Машина не несёт вооружения, однако при необходимости может оснащаться одним 7,62-мм пулемётом.

### Специальное оборудование
Основным рабочим органом машины является бойковый минный трал, на барабане которого крепятся 72 цепи, 66 из которых оснащены ударными наконечниками.

### Двигатель и трансмиссия
Сцепление — механическое, сухое однодисковое с периферийными пружинами, диаметром 330 мм. Трансмиссия — механическая, с механической коробкой переключения передач, имеющей 16 прямых и 16 обратных передач. Бортовые редукторы — планетарные с тремя передачами. Имеется гидравлическое устройство блокировки дифференциала, управляемое с приборной панели водителя при помощи электрического переключателя.

### Ходовая часть
Ходовая часть машины — полугусеничная, движитель состоит из двух не имеющих привода передних управляемых колёс и расположенного сзади гусеничного движителя.
Гусеничный движитель состоит из двух тележек тракторного типа, каждая из которых включает в себя сблокированные семь опорных катков малого диаметра и два колеса большого диаметра, совмещающих функции опорных и направляющих, а также верхнее центральное ведущее колесо..
Привод рулевого управления передней оси — гидростатический. Поворот может осуществляться как лишь с помощью управляемых колёс, так и одновременным использованием поворота колёс и торможения одной из гусениц; радиус поворота при этом составляет соответственно 8 и 6 м.
Тормозная система включает в себя пневматический дисковой тормозной механизм заднего моста и гидравлический барабанный — переднего.

## Операторы
- Великобритания[1][2]
- Ирландия
- Канада[3]
- Латвия
- Нидерланды[5]
- Саудовская Аравия
- США[2]
- Франция
- Республика Корея